# فاخته نازا
فاختهٔ نازا (به انگلیسی: The Sterile Cuckoo) (در UK با عنوان پوکی منتشر شد) فیلمی آمریکایی در سبک کمدی-درام به کارگردانی آلن جی پاکولا است که در سال ۱۹۶۹، توسط پارامونت پیکچرز منتشر شد. این فیلم روایتگر داستانی عجیب درباره زن و شوهر جوانیست که علی‌رغم تفاوت‌ها و نابسندگی‌شان، رابطه‌شان عمیق تر می‌شود. از بازیگران آن می‌توان به لایزا مینلی و تیم مک‌اینتایر اشاره کرد.
این فیلم توسط آلوین سارجنت از رمان محصول سال ۱۹۶۵ اثر جان نیکولز اقتباس شده و آلن جی پاکولا به عنوان اولین کار خود، آن را کارگردانی کرده‌است.
این فیلم در چهل و دومین دوره جوایز اسکار نامزد دو جایزه اسکار شد: لایزا مینلی در رشته بهترین بازیگر نقش اول زن، و فرد کارلین و دوری پِروین در رشته بهترین ترانه برای ترانه «صبح شنبه است».

## بازیگران
- لایزا مینلی در نقش مری آن 'پوکی' آدامز
- تیم مک‌اینتایر در نقش چارلی شوماخر
- واندل بورتون در نقش جری پاین